# Người Kinh (Trung Quốc)
Người Kinh, hay Kinh tộc (chữ Hán: 京族, bính âm: jīngzú, Hán-Việt: Kinh tộc) là một trong số 56 dân tộc được công nhận tại Cộng hòa Nhân dân Trung Hoa. Năm 2000 ước tính có khoảng 22.000 người Kinh tại Trung Quốc. Trước năm 1958, dân tộc này được gọi là người Việt (越族, Việt tộc).

## Lịch sử
Người Kinh Trung Quốc đồng nhất về sắc tộc với người Việt tại Việt Nam. Tuy nhiên do sự thay đổi đường biên giới quốc gia, vùng cư trú của họ hiện thuộc lãnh thổ Trung Quốc.
Đông đảo người Kinh sinh sống chủ yếu trên 3 đảo là Vạn Vĩ, Sơn Tâm và Vu Đầu, nên các đảo được gọi chung là Kinh Đảo, còn được gọi là Kinh tộc Tam Đảo, năm 2000 có khoảng 18.000 người. Ngoài ra vào khoảng thế kỷ 16, có một số người Việt di cư lên phía bắc lập nghiệp ở vùng Trường Bình - Bạch Long, hiện có khoảng 4.000 người (2000).
Kinh Đảo hiện thuộc thành phố cấp huyện Đông Hưng, khu tự trị dân tộc Choang Quảng Tây. Vùng đất Kinh Đảo vốn thuộc Đại Việt, nhưng theo Công ước Pháp-Thanh ký năm 1887 giữa Pháp và nhà Thanh thì sáp nhập vùng Kinh Đảo vào Trung Quốc.

## Văn hóa, ngôn ngữ
Thời gian trôi qua, nhóm người Kinh này chịu ảnh hưởng ít nhiều từ văn hóa Trung Hoa cận đại, tuy vậy văn hóa truyền thống của người Việt vẫn được duy trì. Họ vẫn nói tiếng Việt và được công nhận là một dân tộc thiểu số tại Trung Quốc, tạo thành 1 trong 56 dân tộc được chính thức công nhận tại Cộng hòa Nhân dân Trung Hoa.
Người Kinh ở Trung Quốc vẫn nói tiếng Việt nhưng tiếng nói của họ pha trộn nhiều với tiếng Quảng Đông, Quan thoại kèm với nhiều từ của tiếng Việt cổ. Về cơ bản, họ vẫn có thể nói chuyện và thông hiểu với người Việt ở Việt Nam. Với chữ viết, vì không bị ảnh hưởng bởi chính sách xóa bỏ chữ Hán và thay bằng chữ Quốc ngữ của chính quyền thuộc địa thực dân Pháp trong giai đoạn Pháp thuộc, họ vẫn sử dụng chữ Hán, đồng thời lưu truyền và dạy chữ Nôm của người Việt. Theo một khảo sát năm 1980, một phần ba lượng người Kinh ở Trung Quốc đã đánh mất tiếng mẹ đẻ và chỉ nói được tiếng Trung, một phần ba khác nói song ngữ là tiếng Kinh và tiếng Trung. Cuộc khảo sát cho thấy xu hướng giảm sút của tiếng Kinh, nhưng từ thập niên 2000 có một sự phục hồi việc sử dụng ngôn ngữ này. Ngoài ra, người Kinh ở Quảng Tây còn tổ chức dạy và học chữ Quốc ngữ để sử dụng hệ chữ này, đồng thời có thể giao lưu qua văn viết với người Việt tại Việt Nam và các nước khác trên thế giới.

## Phân bố
| \| Khu vực \| Dân số khu vực (2010) \| Dân số người Kinh (2010) \| Tỷ lệ trên tổng số người Kinh ở Trung Quốc (phần trăm, %) \| Tỷ lệ trên dân số khu vực (phần nghìn, ‰) \| \| ------------------------------------------------------ \| --------------------- \| ------------------------ \| --------------------------------------------------------- \| ----------------------------------------- \| \| TOÀN QUỐC \| 1.332.810.869 \| 28.199 \| 100,0000 \| 0,0212 \| \| Bắc Kinh \| 19.612.368 \| 56 \| 0,1986 \| 0,0029 \| \| Thiên Tân \| 12.938.693 \| 32 \| 0,1135 \| 0,0025 \| \| Hà Bắc \| 71.854.210 \| 77 \| 0,2731 \| 0,0011 \| \| Sơn Tây \| 35.712.101 \| 29 \| 0,1028 \| 0,0008 \| \| Nội Mông \| 24.706.291 \| 25 \| 0,0887 \| 0,0010 \| \| Liêu Ninh \| 43.746.323 \| 15 \| 0,0532 \| 0,0003 \| \| Cát Lâm \| 27.452.815 \| 8 \| 0,0284 \| 0,0003 \| \| Hắc Long Giang \| 38.313.991 \| 22 \| 0,0780 \| 0,0006 \| \| Thượng Hải \| 23.019.196 \| 45 \| 0,1596 \| 0,0020 \| \| Giang Tô \| 78.660.941 \| 218 \| 0,7731 \| 0,0028 \| \| Chiết Giang \| 54.426.891 \| 148 \| 0,5248 \| 0,0027 \| \| An Huy \| 59.500.468 \| 92 \| 0,3263 \| 0,0015 \| \| Phúc Kiến \| 36.894.217 \| 260 \| 0,9220 \| 0,0070 \| \| Giang Tây \| 44.567.797 \| 301 \| 1,0674 \| 0,0068 \| \| Sơn Đông \| 95.792.719 \| 80 \| 0,2837 \| 0,0008 \| \| Hà Nam \| 94.029.939 \| 120 \| 0,4255 \| 0,0013 \| \| Hồ Bắc \| 57.237.727 \| 93 \| 0,3298 \| 0,0016 \| \| Hồ Nam \| 65.700.762 \| 86 \| 0,3050 \| 0,0013 \| \| Quảng Đông \| 104.320.459 \| 484 \| 1,7164 \| 0,0046 \| \| Quảng Tây \| 46.023.761 \| 23.283 \| 82,5668 \| 0,5059 \| \| Hải Nam \| 8.671.485 \| 189 \| 0,6702 \| 0,0218 \| \| Trùng Khánh \| 28.846.170 \| 25 \| 0,0887 \| 0,0009 \| \| Tứ Xuyên \| 80.417.528 \| 264 \| 0,9362 \| 0,0033 \| \| Quý Châu \| 34.748.556 \| 1.143 \| 4,0533 \| 0,0329 \| \| Vân Nam \| 45.966.766 \| 878 \| 3,1136 \| 0,0191 \| \| Tây Tạng \| 3.002.165 \| 5 \| 0,0177 \| 0,0017 \| \| Thiểm Tây \| 37.327.379 \| 28 \| 0,0993 \| 0,0008 \| \| Cam Túc \| 25.575.263 \| 109 \| 0,3865 \| 0,0043 \| \| Thanh Hải \| 5.626.723 \| 10 \| 0,0355 \| 0,0018 \| \| Ninh Hạ \| 6.301.350 \| 5 \| 0,0177 \| 0,0008 \| \| Tân Cương \| 21.815.815 \| 69 \| 0,2447 \| 0,0032 \| \| Nguồn: Kết quả điều tra dân số Trung Quốc năm 2010.[5] \| \| \| \| \| |                       |                          |                                                           |                                           |
| Khu vực | Dân số khu vực (2010) | Dân số người Kinh (2010) | Tỷ lệ trên tổng số người Kinh ở Trung Quốc (phần trăm, %) | Tỷ lệ trên dân số khu vực (phần nghìn, ‰) |
| TOÀN QUỐC | 1.332.810.869         | 28.199                   | 100,0000                                                  | 0,0212                                    |
| Bắc Kinh | 19.612.368            | 56                       | 0,1986                                                    | 0,0029                                    |
| Thiên Tân | 12.938.693            | 32                       | 0,1135                                                    | 0,0025                                    |
| Hà Bắc | 71.854.210            | 77                       | 0,2731                                                    | 0,0011                                    |
| Sơn Tây | 35.712.101            | 29                       | 0,1028                                                    | 0,0008                                    |
| Nội Mông | 24.706.291            | 25                       | 0,0887                                                    | 0,0010                                    |
| Liêu Ninh | 43.746.323            | 15                       | 0,0532                                                    | 0,0003                                    |
| Cát Lâm | 27.452.815            | 8                        | 0,0284                                                    | 0,0003                                    |
| Hắc Long Giang | 38.313.991            | 22                       | 0,0780                                                    | 0,0006                                    |
| Thượng Hải | 23.019.196            | 45                       | 0,1596                                                    | 0,0020                                    |
| Giang Tô | 78.660.941            | 218                      | 0,7731                                                    | 0,0028                                    |
| Chiết Giang | 54.426.891            | 148                      | 0,5248                                                    | 0,0027                                    |
| An Huy | 59.500.468            | 92                       | 0,3263                                                    | 0,0015                                    |
| Phúc Kiến | 36.894.217            | 260                      | 0,9220                                                    | 0,0070                                    |
| Giang Tây | 44.567.797            | 301                      | 1,0674                                                    | 0,0068                                    |
| Sơn Đông | 95.792.719            | 80                       | 0,2837                                                    | 0,0008                                    |
| Hà Nam | 94.029.939            | 120                      | 0,4255                                                    | 0,0013                                    |
| Hồ Bắc | 57.237.727            | 93                       | 0,3298                                                    | 0,0016                                    |
| Hồ Nam | 65.700.762            | 86                       | 0,3050                                                    | 0,0013                                    |
| Quảng Đông | 104.320.459           | 484                      | 1,7164                                                    | 0,0046                                    |
| Quảng Tây | 46.023.761            | 23.283                   | 82,5668                                                   | 0,5059                                    |
| Hải Nam | 8.671.485             | 189                      | 0,6702                                                    | 0,0218                                    |
| Trùng Khánh | 28.846.170            | 25                       | 0,0887                                                    | 0,0009                                    |
| Tứ Xuyên | 80.417.528            | 264                      | 0,9362                                                    | 0,0033                                    |
| Quý Châu | 34.748.556            | 1.143                    | 4,0533                                                    | 0,0329                                    |
| Vân Nam | 45.966.766            | 878                      | 3,1136                                                    | 0,0191                                    |
| Tây Tạng | 3.002.165             | 5                        | 0,0177                                                    | 0,0017                                    |
| Thiểm Tây | 37.327.379            | 28                       | 0,0993                                                    | 0,0008                                    |
| Cam Túc | 25.575.263            | 109                      | 0,3865                                                    | 0,0043                                    |
| Thanh Hải | 5.626.723             | 10                       | 0,0355                                                    | 0,0018                                    |
| Ninh Hạ | 6.301.350             | 5                        | 0,0177                                                    | 0,0008                                    |
| Tân Cương | 21.815.815            | 69                       | 0,2447                                                    | 0,0032                                    |
| Nguồn: Kết quả điều tra dân số Trung Quốc năm 2010. |                       |                          |                                                           |                                           |